# Vesa Kangas
Vesa Kangas, född 15 augusti 1968, är en svensk före detta professionell ishockeyspelare (forward).
Han har bl.a. spelat för Bodens IK i Division 1 under åren 1990-1999 och Luleå HF i Elitserien under åren 1986-1990.